# Borussia Dortmund (Frauenfußball)
Borussia Dortmund (offiziell: Ballspielverein Borussia 09e. V. Dortmund) ist ein Sportverein aus Dortmund. Der Verein wurde am 19. Dezember 1909 gegründet. Die Abteilung Frauenfußball besteht seit September 2020. Die erste Mannschaft stieg 2025 in die drittklassige Regionalliga West auf.

## Geschichte
Die erste Frauenmannschaft startete zur Saison 2021/22 in der Kreisliga A. Unter der Führung von Abteilungsleiterin Svenja Schlenker stellte der Verein Ende Februar 2021 Thomas Sulewski, der bereits Erfahrungen im Frauenfußball vorweisen konnte, als Trainer der ersten Mannschaft vor. Ferner stellten sich die ehemaligen Profis Christian Timm und Annike Krahn der Abteilung in beratender Funktion zur Verfügung. Aus über 50 Frauen stellten die Verantwortlichen vor Saisonbeginn schließlich ein aus 23 Spielerinnen bestehendes Team zusammen, das am 8. August 2021 sein erstes Freundschaftsspiel gegen die Mannschaft des TSV 1860 München bestritt.
Die Mannschaft erreichte in ihrer Premierensaison den Aufstieg in die Bezirksliga mit 18 Siegen in 18 Spielen und einer Tordifferenz von 143:3. Im Anschluss an die Ligasaison folgte der Gewinn des Kreispokals nach einem Endspielerfolg über den TV Brechten, dessen zweite Mannschaft sie bereits zuvor im Aufstiegsspiel besiegt hatte. Im zweiten Spieljahr folgte der zweite Aufstieg, diesmal in die Landesliga. Die Dortmunderinnen gewannen alle 24 Saisonspiele mit einer Tordifferenz von 143:5.  Parallel dazu gab der Verein an, zur Saison 2023/24 eine U17 anzumelden, die unter der ersten und zweiten Frauenmannschaft der Ausbildung dient. Am Ende der Spielzeit 2023/24 stiegen die BVB-Frauen in die viertklassige Westfalenliga auf und holten erneut den Kreispokal.
Am ersten Spieltag der Spielzeit 2024/25 in der Westfalenliga verloren die Dortmunderinnen zum ersten Mal ein Ligaspiel, als sie beim FC Iserlohn 46/49 mit 1:3 unterlag. Im weiteren Saisonverlauf trug das Team auch die ersten beiden Revierderbys überhaupt gegen den rivalisierenden FC Schalke 04 aus. Beide Partien, die im Gelsenkirchener Parkstadion sowie im Stadion Rote Erde in Dortmund ausgetragen wurden, waren jeweils ausverkauft. Auch in dieser Saison wurden die Dortmunder Frauen erneut Meister und waren nun bereits in der drittklassigen Regionalliga angekommen.
Vor der Regionalliga-Saison wurde die Professionalisierung weiter fortgeführt und auch im Team fand ein großer Umbruchs statt. 17 Spielerinnen verließen die Mannschaft. Für die Trainerbank kam aus der ersten Bundesliga Markus Högner von der SGS Essen. Alle Spielerinnen erhielten Profiverträge und das Training wurde auf zwei Mal täglich umgestellt.

## Statistik

### Erfolge
- Meister der Westfalenliga: 2025
- Westfalenpokalsieger: 2025
- Kreispokalsieger: 2022, 2023, 2024 und 2025

### Saisonbilanzen
Grün unterlegte Spielzeiten markieren einen Aufstieg.
| Saison  | Ligaebene | Liga                  | Platz | S  | U | N | Tore   | Punkte | DFB-Pokal | Westfalenpokal | Kreispokal |
| ------- | --------- | --------------------- | ----- | -- | - | - | ------ | ------ | --------- | -------------- | ---------- |
| 2021/22 | 7         | Kreisliga A Dortmund  | 1.    | 18 | 0 | 0 | 143:03 | 54     | –         | –              | Sieger     |
| 2022/23 | 6         | Bezirksliga Staffel 4 | 1.    | 24 | 0 | 0 | 143:05 | 72     | –         | Viertelfinale  | Sieger     |
| 2023/24 | 5         | Landesliga Staffel 2  | 1.    | 23 | 1 | 0 | 124:06 | 70     | –         | Halbfinale     | Sieger     |
| 2024/25 | 4         | Westfalenliga         | 1.    | 24 | 1 | 1 | 115:15 | 73     | –         | Sieger         | Sieger     |
| 2025/26 | 3         | Regionalliga West     |       |    |   |   |        |        |           |                | –          |

## Persönlichkeiten
- Annika Enderle